# Municipio de Bahía de Banderas
El municipio de Bahía de Banderas es uno de los 20 municipios en que se subdivide el estado de Nayarit, México; su cabecera es Valle de Banderas. Se localiza en la Región Costa Sur del estado. Junto con el municipio de Puerto Vallarta en el Estado de Jalisco, conforma la zona metropolitana de Puerto Vallarta siendo así la segunda más poblada de ambos estados. Asimismo el municipio es uno de los que registran mayor crecimiento poblacional en el estado, inclusive mayor que los municipios centrales. Recibe su nombre de la bahía de Banderas que baña la costa sur del municipio y se encuentra dividida políticamente entre los estados de Jalisco y de Nayarit, y en la cual desemboca el río Ameca.
Es la zona económica más importante del estado de Nayarit. Actualmente, es uno de los lugares más visitados del país.
Es un importante punto turístico tanto a nivel nacional como internacional ya que recibe anualmente millones de turistas nacionales y de origen extranjero, principalmente de Estados Unidos, Canadá y Europa, esto gracias a su hotelería y a la llegada de ballenas.

## Nombre
En esta región de Nayarit, existieron tres grandes cacicazgos: Tintoque, Pontoque y Tondoroque y los asentamientos aún existen, su significado en idioma Cuyuteco son:
"Tintoque", quiere decir “palo tinto” en la zona de Brasiles, cerca de Bucerías, “Pontoque”, quiere decir "lugar cercano al mar o zona de mariscos", localizado en Punta de Mita y “Tondoroque”, "lugar de lagunas", que es en la zona del estero del "Quelele”.

## Historia

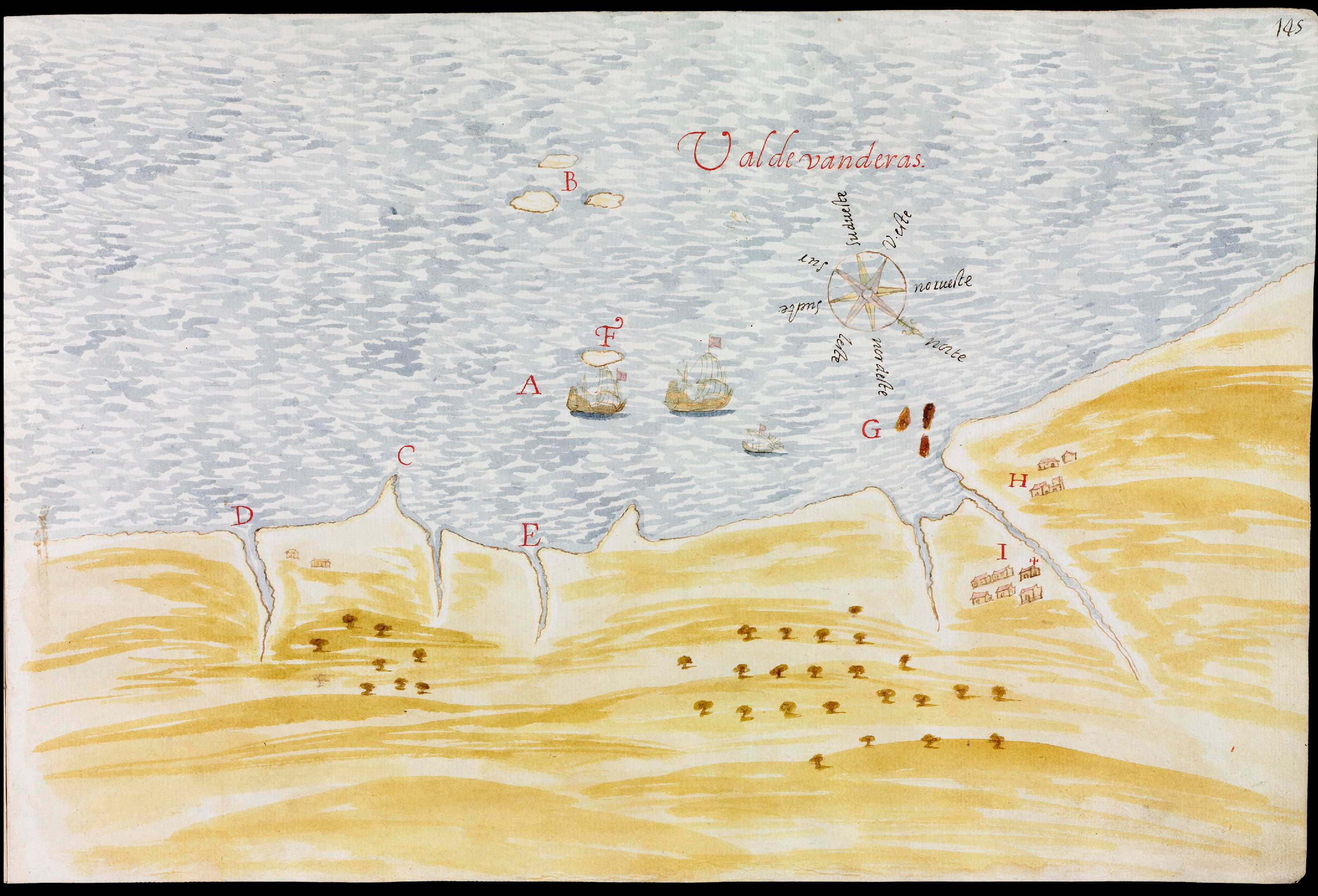
Mapa español del de la zona de Bahía de Banderas.

El territorio que ocupa actualmente el municipio de Bahía de Banderas estuvo habitado durante la época precolonial por pueblos o tribus pertenecientes a la monarquía o Hueytlahtonazgo de Xalisco, el cual se extendía hacia el sur, fuera de los límites de lo que actualmente es el estado de Nayarit, y fue fundado entre los años 559 y 618.
Se sabe que el municipio de Bahía de Banderas fue también lugar de tránsito en la gran migración que llevó al pueblo Azteca a asentarse en el Valle de México. De este tránsito nos dan cuenta los hallazgos y testimonios arqueológicos localizados en Sayulita, Higuera Blanca, Punta de Mita, Valle de Banderas y San Juan de Abajo, donde existieron colonias de origen nahuatlaca.
Fue en el año de 1525 que Francisco Cortés de Buenaventura, pariente del conquistador, arribó a estas costas, a la altura de un poblado llamado Tintoc. Los nativos le dieron la bienvenida ataviados con sus coloridos atuendos y lujo de plumaria, lo que motivó el nombre de la región.
Posteriormente, en 1530 Nuño Beltrán de Guzmán, practicó una colonización violenta y destructiva que originó una grave despoblación y ruina de la comarca, al punto de que el obispo de Guadalajara dijera en 1605: “El Valle que dicen de Banderas, antiguamente fue la tierra más poblada de esta Nueva Galicia y ahora no tiene más que poblezuelos de poca importancia.”
Gran parte de la segunda mitad del siglo XIX, el área que desde la época de la conquista se denominó Valle de Banderas, se conservó con una densidad poblacional muy baja. Algunas de las localidades que para 1893 cobran cierta importancia por su número de habitantes son: Valle de Banderas, con 250; San José del Valle, con 70; San Juan de Abajo, con 50; El Colomo, con 45; Mezcales, con 40; y las Peñas, Jalisco (hoy Puerto Vallarta), con 60. El cultivo del maíz, la pesca y la caza eran las actividades que se practicaban y tenían como destino el autoconsumo.
En 1904 se creó la Subprefectura de Valle de Banderas y a partir de 1917, constituido el Estado Libre y Soberano de Nayarit, integró el municipio de Compostela. El actual territorio de Bahía de Banderas prácticamente fue ajeno a los enfrentamientos armados que culminaron con el triunfo del constitucionalismo y las luchas posrevolucionarias.
En 1937, durante el periodo cardenista, los campesinos de la región fueron dotados de un total de 26 mil 648 hectáreas, formándose 9 de los 13 ejidos hoy existentes. Sólo al de Valle de Banderas le asignaron diez mil 234 hectáreas y por lo menos mil 433 de ellas se ubicaban al otro lado del río Ameca, en territorio jalisciense.
De 1954 a 1958 fue construida la unidad de riesgo de Valle de Banderas, dominando inicialmente dos 500 hectáreas, y posteriormente alcanzó una superficie cercana a las diez mil hectáreas, lo que incrementó la producción agropecuaria. De 1955 a 1964 se presenta el despegue de la actividad turística en pequeños hoteles localizados en el pueblo de Puerto Vallarta.
En 1958 inició la construcción de la carretera Compostela-Puerto Vallarta y fue concluida diez años después, permitiendo la apertura comercial del Valle de Banderas.
De 1965 a 1974 se genera una gran proyección internacional de Puerto Vallarta y atracción de un creciente número de turistas y la porción nayarita de la Bahía de Banderas, de gran atractivo natural, se benefició indirectamente.
22
Con el propósito de impulsar un desarrollo turístico que beneficiara a las comunidades agrarias de esta zona costera de Nayarit, el Gobierno Federal decretó en noviembre de 1970 la creación del Fideicomiso Bahía de Banderas, cuyo patrimonio se constituyó dos meses después con cinco mil 162 hectáreas expropiadas a los ejidos de Bucerías, Jarretaderas, Cruz de Huanacaxtle, Higuera Blanca y Sayulita entre otros. Los fideicomisarios conformaron una unión ejidal en 1972.
La promoción a cargo del Fideicomiso marcó el inicio de un proceso de expansión de inversiones e infraestructura turística, que incluyó el desarrollo del fraccionamiento Nuevo Nayarit, el cual, junto con la zona costera aledaña, es el destino de grandes capitales y visitantes nacionales y extranjeros.
Entre 1975 y 1984 se genera un rápido crecimiento de la oferta de alojamiento en grandes y modernas instalaciones hoteleras y de unidades de tiempo compartido y tiempo completo; construcción de nuevos equipamientos como la marina y campo de golf. Expansión de la zona hotelera tanto al norte como hacia el sur.
A partir de 1985 el crecimiento acelerado de la demanda, como resultado de la construcción de grandes hoteles y unidades de tiempo compartido, impulsa la expansión urbano-turística con una elevada densificación en Puerto Vallarta. Nuevos productos turísticos en el municipio de Bahía de Banderas que mantienen el modelo de alta densidad y que empiezan a modificar las tendencias de crecimiento de la zona (Nuevo Nayarit y Flamingos).
En 1988 a petición de grupos representativos, quienes se consideraban marginados por las autoridades municipales de Compostela, el Congreso del Estado realizó un amplio proceso de consulta en las comunidades que fructificó al año siguiente con la decisión de crear el municipio de Bahía de Banderas mediante decreto número 7261 expedido en diciembre de 1989.
En 1995 comienza a disminuir el crecimiento de Vallarta y se consolida la tendencia de crecimiento hacia Punta Mita con nuevos productos de elevada calidad (Punta Mita y Costa Banderas).

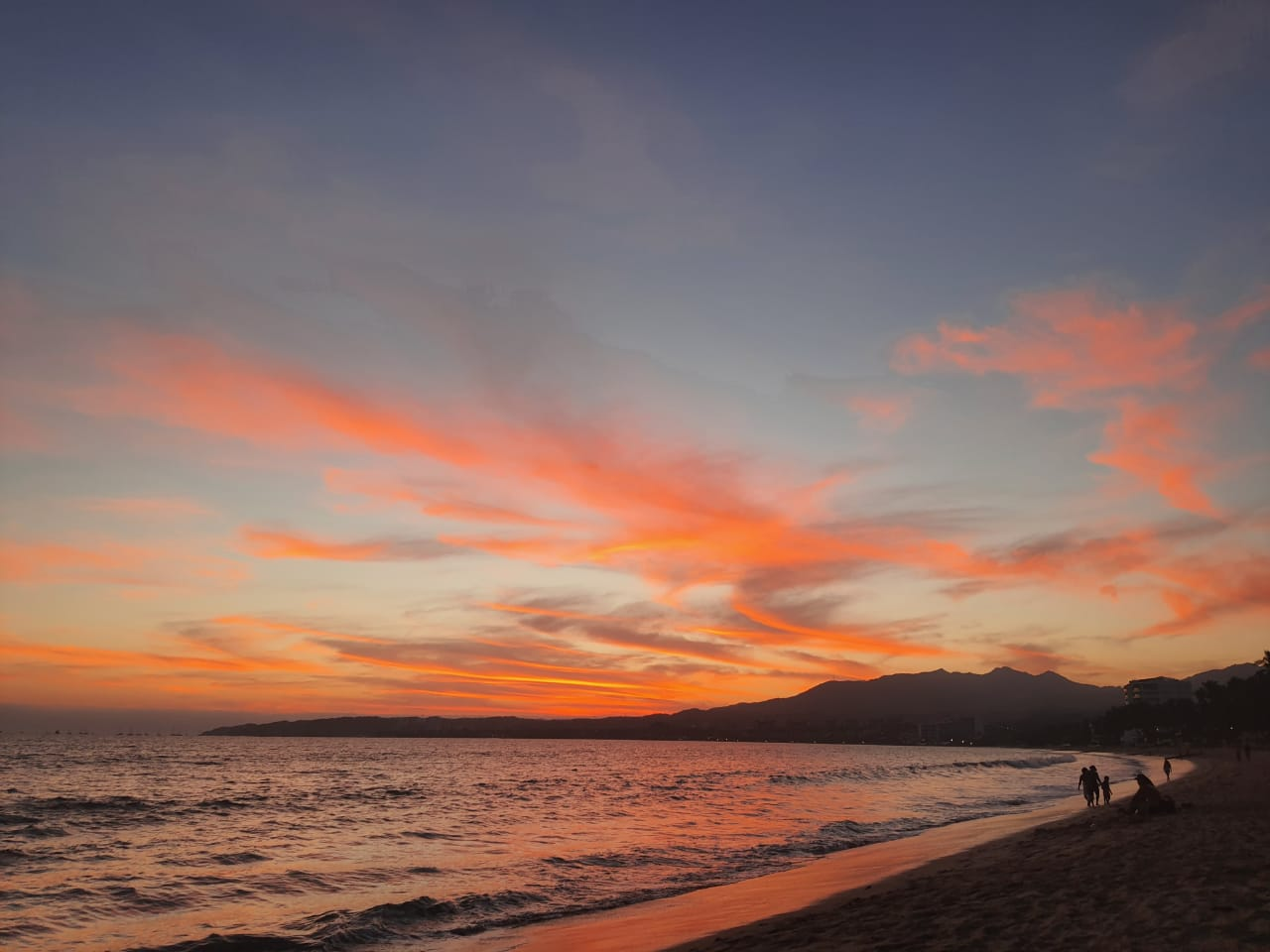
Atardecer en Punta de Mita, Nayarit

## Geografía
El municipio de Bahía de Banderas se encuentra localizado en el extremo suroeste del estado de Nayarit y toma su nombre de la Bahía de Banderas, entrante del Océano Pacífico en la costa de Nayarit y Jalisco y en cuyas costas se encuentra Puerto Vallarta.

## Demografía
De acuerdo a los resultado del Conteo de Población y Vivienda de 2020 realizado por el Instituto Nacional de Estadística y Geografía, el municipio de Bahía de Banderas tiene un total de 187,632 habitantes.

### Localidades
El municipio de Bahía de Banderas tiene un total de 157 localidades, las principales y su población en 2020 son las que siguen:

Principales localidades

| Localidad            | Población |
| Total Municipio      | 187,632   |
| San Vicente          | 38,666    |
| San José del Valle   | 35,486    |
| Mezcales             | 24,309    |
| Bucerías             | 16,161    |
| San Juan de Abajo    | 11,090    |
| San Clemente de Lima | 9,561     |
| Las Jarretaderas     | 9,462     |
| Valle de Banderas    | 8,730     |
| El Porvenir          | 6,166     |
| Cruz de Huanacaxtle  | 4,169     |
| Sayulita             | 3,390     |
| Corral del Risco     | 2,564     |
| Lo de Marcos         | 2,099     |
| Higuera Blanca       | 1,696     |
| El Colomo            | 1,462     |
| San Francisco        | 1,431     |
| Nuevo Nayarit        | 1,301     |

## Economía

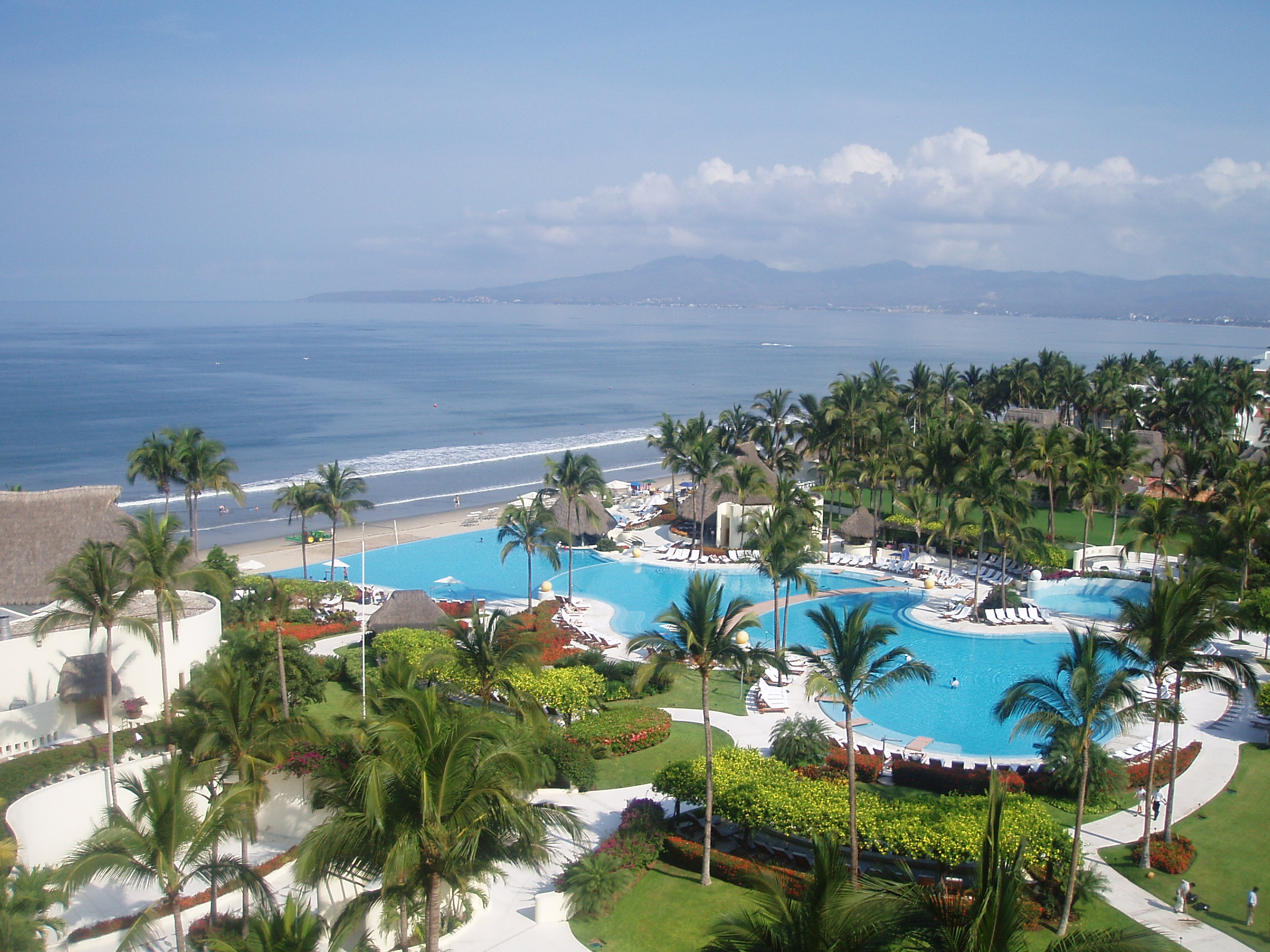
Desarrollo turístico de Nuevo Nayarit

La economía se centra principalmente en el turismo aunque también está presente la agricultura, la ganadería y la pesca. 

### Turismo
El turismo es importante factor económico para el Estado de Nayarit, y Bahía de Banderas es uno de los puntos principales en Nayarit.
Bahía de Banderas es el principal polo turístico de Nayarit y es la parte principal de lo que se conoce como Riviera Nayarit por su 
expectativa cultural.

## Cultura
El pueblo Valle de Banderas siendo la cabecera municipal de Bahía de Banderas se festeja el 2 de febrero el día de nuestra Sra. del Rosario de Tintoque. La fiesta consiste en que diariamente se hace una peregrinación por cada barrio la cual lleva un carro alegórico con diferentes imágenes religiosas, durante diez días consecutivos, comenzando el día 24 de enero y hasta el 2 de febrero. Esta fiesta se complementa con festivales culturales que se hacen todos los días por las noches terminando el acto religioso.
También se celebra, el 24 de enero de cada año a la Santísima Virgen de la paz, en la capilla de Bucerías.
En este día se realiza una procesión marítima muy significativa, en la cual se lleva la imagen de la virgen de la Paz desde la Cruz de Huanacaxtle a la playa de Bucérías. Al mediodía los pescadores y hombres de mar acuden a ella para ser bendecidos con protección y buena pesca.
En el pueblo de San José del Valle las fiestas son del 10 al 19 de marzo festejando al señor San José; cada día consiste en hacer una peregrinación por cada sector hasta llegar al templo del pueblo. En dicha peregrinación se muestran carros alegóricos con imágenes religiosas, durante todo el novenario. También se realizan festivales culturales después de la peregrinación donde se muestran concursos de baile y canto; se escogen reina y rey de la primavera; y se ameniza con grupos musicales y orquestas.
Se festejan varias fiestas populares donde destacan las "Fiestas de mayo", que son las fiestas patronales de San Juan de Abajo, celebrando a San Juan Bautista; las fiestas empiezan el 15 de mayo y terminan el 24 de mayo. Ésta es la mayor feria del municipio de Bahía de Banderas.
Así como El Porvenir se festejan 2 veces por año, 16 de octubre (ejidales) y 8 de diciembre (patronales). El 16 de octubre se festeja la mayor celebración ejidal de todo el municipio comenzando con su ya tradicional misa en la iglesia de La purísima Concepción regalando desayuno a todas las personas de dicho pueblo, siguiendo con un bonito y gran desfile de disfraces, música, danza y baile, seguido de esto la comisión ejidal regala una deliciosa comida con antojitos mexicanos a todos los presentes para terminar con un grandioso baile.
el 8 de diciembre celebrando las fiestas patronales del Santo patrono , "La purísima Concepción" las fiestas comienzan el 31 de noviembre con sus bonitas peregrinaciones y carros alegóricos, concursos de belleza, canto, baile, todo esto amenizado por grupos, mariachis, bandas y orquestas musicales. Culminando el día 8 de diciembre.

## Educación
- Instituciones Nivel Superior
  - Instituto Tecnológico de Bahía de Banderas
  - Universidad Tecnológica de Bahía de Banderas
  - Universidad Autónoma de Nayarit

- Instituciones Medio Superior
  - Colegio de Estudios Científicos y Tecnológicos del Estado de Nayarit. (CECyTEN)
  - Centro de Estudios Tecnológicos del Mar (CETMAR)
  - Colegio Nacional de Educación Profesional Técnica (CONALEP)
  - Preparatoria #10 (UAN)
  - Colegio de Bachilleres del Estado de Nayarit (COBAEN)

## Política
El municipio de Bahía de Banderas es el de más reciente creación del estado de Nayarit, fue creado por decreto del 18 de septiembre de 1989 emitido por el Congreso de Nayarit a propuesta del gobernador Celso Humberto Delgado, siendo segregado su territorio del municipio de Compostela.
El gobierno le corresponde al Ayuntamiento, que es elegido mediante elección universal, directa y secreta para un periodo de tres años no renovables para el periodo inmediato pero si de forma no continua y entran a ejercer su cargo el día 17 de septiembre del año de su elección. El ayuntamiento está conformado por el presidente municipal, un síndico y el cabildo integrado por trece regidores de los cuales nueve son elegidos por mayoría relativa y cuatro por el principio de representación proporcional.

### Representación legislativa
Para la elección de diputados locales al Congreso de Nayarit y de diputados federales a la Cámara de Diputados federal, el municipio de Bahía de Banderas se encuentra integrado en los siguientes distritos electorales:
Local:
- XIV Distrito Electoral Local de Nayarit con cabecera en Valle de Banderas.[6]

Federal:
- III Distrito Electoral Federal de Nayarit con cabecera en la ciudad de Compostela.[7]

### Presidentes municipales
| Presidente municipal           | Período               | Partido político                 | Notas                                         |
| Crescenciano Flores Alvarado   | 1990–1993             | PRI                              |                                               |
| Carlos Valdés Rivera           | 1993–1994             | PRI                              |                                               |
| Julia Elena Palma Cortés       | 1994–1996             | PRI                              |                                               |
| Juan Ramón Cervantes Gómez     | 17-09-1996–16-09-1999 | PRI                              |                                               |
| Luis Carlos Tapia Pérez        | 17-09-1999–16-09-2002 | PRI                              |                                               |
| Héctor Miguel Paniagua Salazar | 17-09-2002–06-09-2005 | PRI                              |                                               |
| Jaime Alonso Cuevas Tello      | 17-09-2005–16-09-2008 | PRI                              |                                               |
| Héctor Miguel Paniagua Salazar | 17-09-2008–16-09-2011 | PRI Panal                        | Coalición "Por el Nayarit que todos queremos" |
| Rafael Cervantes Padilla       | 17-09-2011–16-09-2014 | PAN                              |                                               |
| José Gómez Pérez               | 17-09-2014–16-09-2017 | PRI PVEM Panal                   | Coalición "Por el Bien de Nayarit"            |
| Jaime Alonso Cuevas Tello      | 17-09–2017–16-09-2021 | PAN PRD PT PRS                   | Coalición "Juntos por Ti"                     |
| Mirtha Iliana Villalvazo Amaya | 17-09-2021–16-09-2024 | PT PVEM Morena Panal             | Coalición "Juntos Hacemos Historia"           |
| Héctor Javier Santana García   | 17-09-2024–           | Morena PVEM PT Fuerza por México | Coalición "Sigamos Haciendo Historia"         |

## Límites municipales
Tiene límites administrativos con los siguientes municipios o accidentes geográficos, según su ubicación:
| Noroeste: Océano Pacífico   | Norte: Compostela                                 | Nordeste: Compostela, San Sebastián del Oeste (Jalisco) |
| Oeste: Océano Pacífico      |                                                   | Este: Puerto Vallarta (Jalisco)                         |
| Suroeste: Bahía de Banderas | Sur: Bahía de Banderas, Puerto Vallarta (Jalisco) |                                                         |